# Lance du dévidoir tournant
 (juin 2020).
Si vous disposez d'ouvrages ou d'articles de référence ou si vous connaissez des sites web de qualité traitant du thème abordé ici, merci de compléter l'article en donnant les références utiles à sa vérifiabilité et en les liant à la section « Notes et références ».

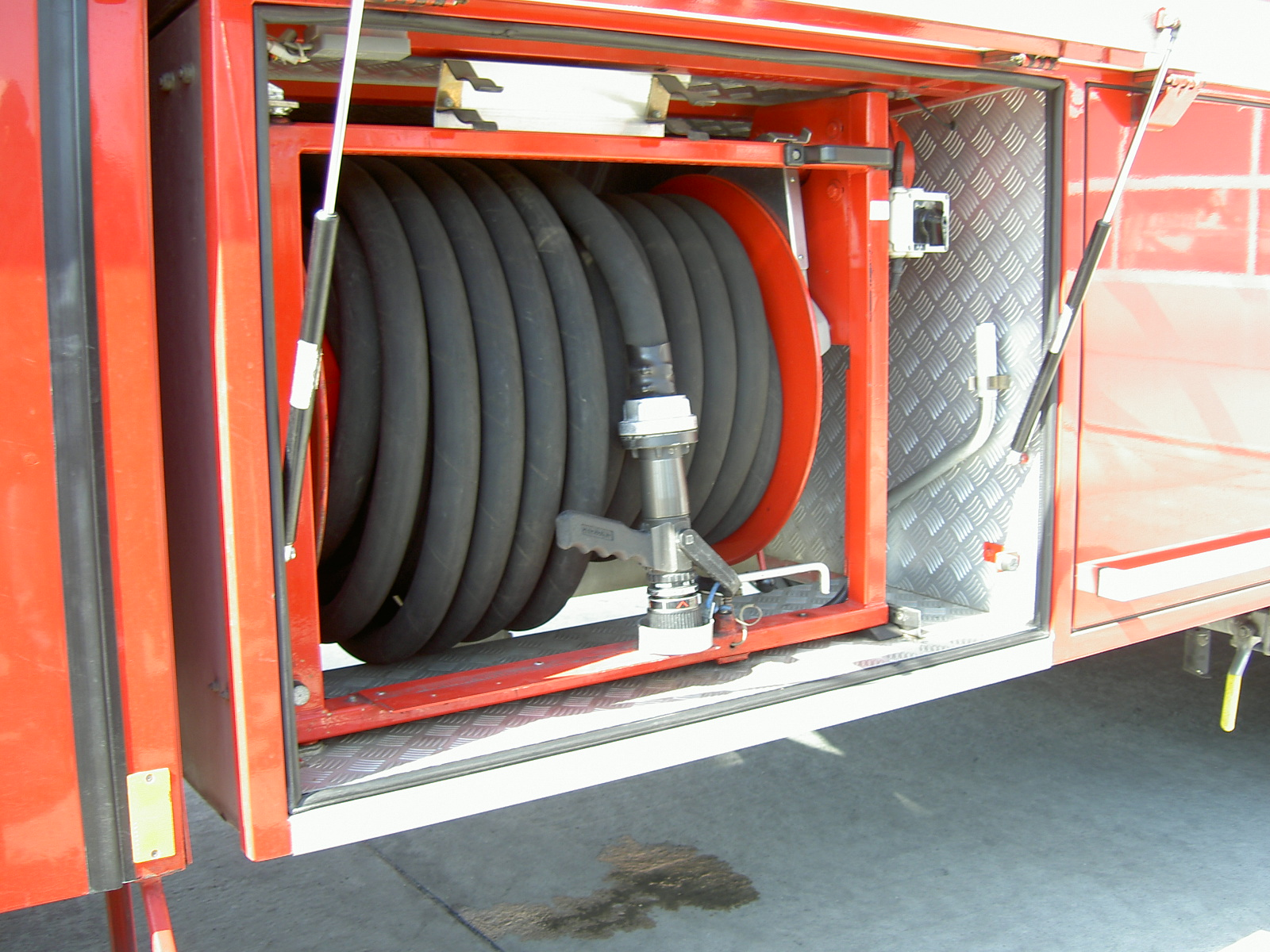
Dévidoir tournant à tuyau semi-rigide d'un GFLF SIMBA 6×6 (service d'incendie de l'aéroport de Berlin).

Le terme lance du dévidoir tournant (LDT) désigne une lance d'incendie accouplée de manière permanente sur des dévidoirs fixes à l'intérieur des véhicules des sapeurs-pompiers de certains pays. En Suisse, elle est appelée lance d'attaque rapide ou de première intervention.
Elle est utilisée principalement sur des feux extérieurs de faible intensité.

## Histoire
Elle a été créée en 1895 par le Régiment des sapeurs-pompiers de Paris, où elle équipait les véhicules nommés « Premiers secours électriques » ; elle avait un diamètre de 7 cm et un débit de 50 l/min.
En 1923, le diamètre passe à 8 cm et le débit à 72 L/min.
Vers la fin des années 1990, la lance fut remplacée par une DMR150, avec un débit maximal de 150 l/min.

## Équipement

### France
En France, en 2007, on trouve cette lance sur la majorité des engins pompe : les fourgons pompe-tonne (FPT), les FPTL (fourgons pompe-tonne légers), les camions citerne feux de forêts (CCF), les VPI (véhicules de première intervention), les CCIR (camions citerne d'incendie rural), etc.
La LDT est équipée d'un tuyau semi-rigide de 22mm (diamètre extérieur) d'une longueur de 80 mètres (avec 2 m supplémentaires en réserve pour permettre au conducteur de manœuvrer son installation). En 2009, la note d'information opérationnelle no 09-528 de la DSC a réduit sa longueur à 40 m afin de limiter l'engagement du porte lance et de réserver l'utilisation de la LDT à l'attaque de feu de faible intensité. La lance d'extrémité est de type variable, en fonction du type de camion et de feu à attaquer (lance dite traditionnelle ou à débit variable).
Le raccord est de type gros filet rond (GFR).
En général, les LDT sont utilisées lors de reconnaissance en incendie et peuvent être utilisées comme ligne-guide. Les LDT sont établies pour des petits feux comme des feux de poubelles ou autres puisqu'elles délivrent jusqu'à 250 litres par minute. Les feux plus importants sont éteints au moyen de lances à débit variable (LDV).